# 자기부정
자기부정은 철학에서 자기자신을 부정하는 것이다.
이타적 금욕과 마찬가지로 자아를 놓아주는 행위이다. 타인의 이익을 추구하기 위해 기꺼이 개인적인 쾌락을 포기하거나 개인적인 시련을 겪는 것이다. 다양한 종교와 문화는 자기 부정에 대해 서로 다른 견해를 가지고 있는데, 일부는 그것을 긍정적인 특성으로, 다른 일부는 부정적인 특성으로 간주한다. 일부 프로테스탄트에 따르면 극기는 예수를 통해서만 얻을 수 있는 초인적인 미덕으로 간주된다. 자기 부정에 대한 일부 비평가들은 자기 부정이 자기 증오로 이어질 수 있다고 제안한다.

## 예시
- 자기부정론

## 같이 보기
- 금욕주의
- 인신공양